# Giulio Cappelli
Giulio Cappelli (ur. 4 marca 1911 w La Spezie, zm. 16 grudnia 1995 w Marina di Massa) – włoski piłkarz i trener piłkarski.
Grał w latach 1929–1941 w Viareggio, Spezii, Livorno, Lucchese i Ligurii.
Z reprezentacją Włoch zdobył złoty medal olimpijski w 1936.
Trenował m.in. Inter Mediolan (1949–1950, 1960), Genoa CFC (1950–1951) i Catanię (1952–1953).